# آردا (ایندیانا)
آردا (به انگلیسی: Arda) یک منطقهٔ مسکونی در ایالات متحده آمریکا است که در ایندیانا واقع شده‌است. آردا ۱۵۹ متر بالاتر از سطح قرار دارد.